# Zabrody (Kóvel)
Zabrody (ucraniano: Забро́ди; polaco: Zabrodzie) es un municipio rural y pueblo de Ucrania perteneciente al raión de Kóvel de la óblast de Volinia.
En 2018 el municipio tenía una población de 10 629 habitantes, de los que unos ochocientos vivían en la capital municipal y el resto repartidos en diecisiete pedanías. El municipio fue fundado en 2016 mediante la fusión de los consejos rurales de Zabrody, Vydránytsia, Póstupel, Ríchytsia y Shchedrohir, a los que se añadió el de Zamshany en 2018. Además de estos seis pueblos, pertenecen al municipio otros doce: Luchychi, Yákushiv, Zadolyna, Zaivánove, Adámivka, Zóriane, Mélnyky-Ríchytski, Pisky-Ríchytski, Zaliutia, Okácheve, Pidhirya y Vuzhysk.
Se ubica unos 5 km al este de Ratne, separado de dicha localidad por el río Výzhivka.

## Historia
Se conoce la existencia del pueblo en documentos desde el año 1600, cuando se menciona su primera iglesia, que tuvo que ser reconstruida en 1650 por un incendio. En 1669 se produjo un nuevo incendio que destruyó la localidad original, que tuvo que ser reconstruida en los años posteriores. Antes de la fundación del actual municipio en 2016, Zabrody era sede de un consejo rural en el raión de Ratne, que únicamente incluía como pedanías a Luchychi y Yákushiv.